# Belloppia beemanensis
Belloppia beemanensis är en kvalsterart som först beskrevs av Wallwork 1964.  Belloppia beemanensis ingår i släktet Belloppia och familjen Oppiidae. Inga underarter finns listade.